# Щавель щитковий
Щавель щитковий (Rumex scutatus L.) — вид квіткових рослин родини гречкові (Polygonaceae). Етимологія: лат. scutatus — «зі щитом». Назва цього виду стосується щитоподібного листя.

## Опис
Багаторічна рослина висотою 10–40(65) см. Численні стебла слабкі, звивисті й гіллясті. Синьо-зелене листя плоске, широке, з тупою вершиною, (6)10–23(45) × 5–26(40) мм. Суцвіття — проста волоть. Квіти — з травня по серпень. Є полігамні або гермафродитні квіти. Плодові клапани бліді, розміром 5-6 мм. Сім'янки 2.5–3.5 мм, світло-коричневі, майже тупі, рідше довгасто-грушоподібні, до 16 мм. Число хромосом 2n = 20.

## Поширення
Батьківщина: Кавказ: Азербайджан; Грузія. Західна Азія: Іран; Ірак; Туреччина. Європа: Україна; Австрія; Бельгія; Чехія; Німеччина; Нідерланди; Польща; Словаччина; Швейцарія; Албанія; Боснія і Герцеговина; Болгарія; Хорватія; Греція; Італія; Македонія; Чорногорія; Румунія; Сербія; Словенія; Франція; Іспанія.
Росте на кам'янистому ґрунті і навіть у тріщинах скель. Терпимо ставиться до морозу, повного сонця й коротких сухих періодів.

## Використання
Використовують на салат. Смак злегка гіркий або гострий, пряний з відтінком лимона. Листя багате на вітамін С і оксалат кальцію.

## Галерея

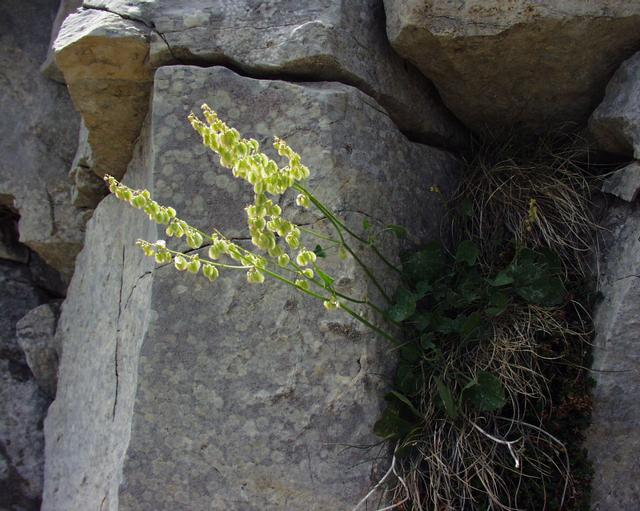
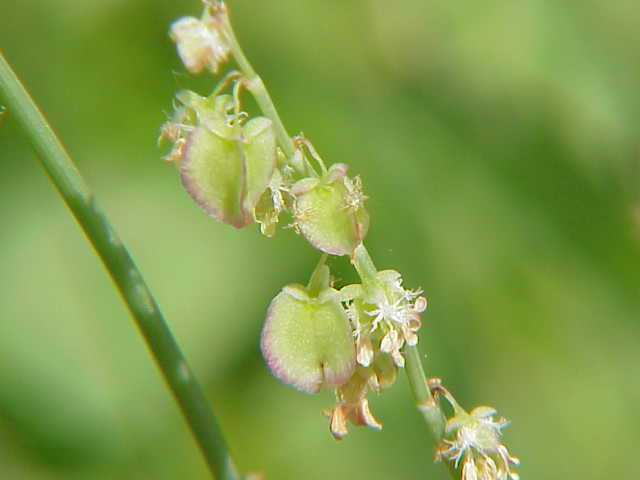
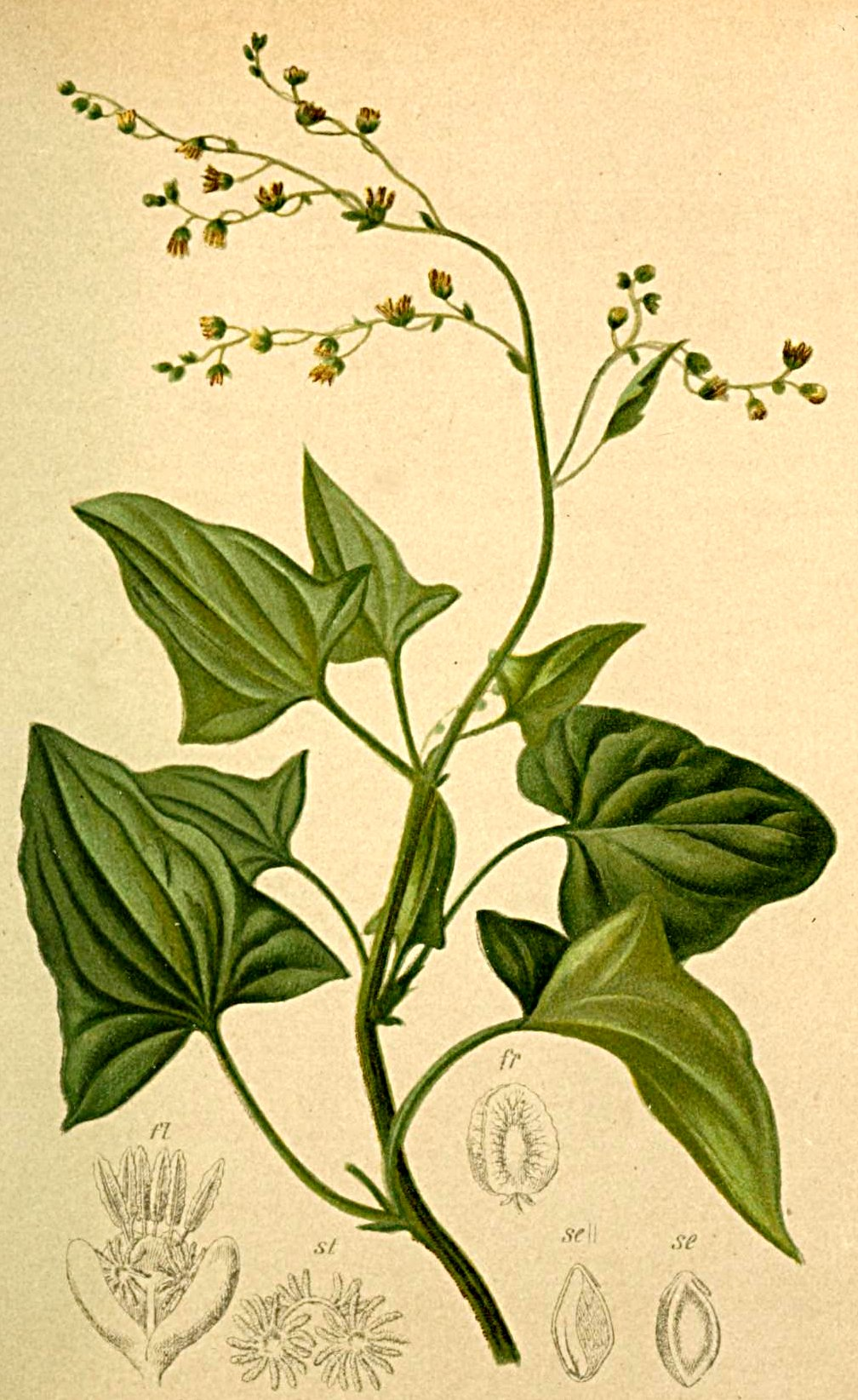